# La Barca (Vilvestre)

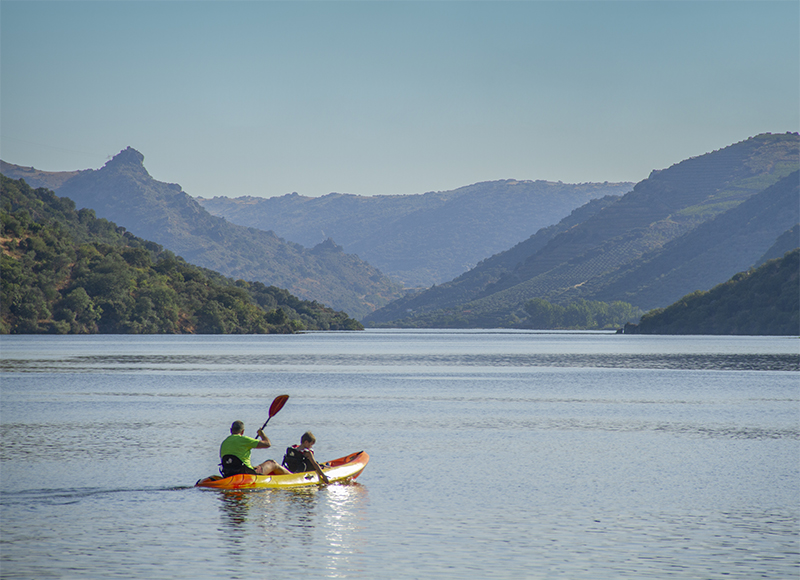
Piragüismo en el Duero

La Barca es una área recreativa situado junto al río Duero en el que se encuentran un merendero, un refugio y un muelle fluvial.
Fue inaugurada el 12 de diciembre de 1998 por Alfonso Fernando Fernández Mañueco, quien en ese momento era presidente de la Diputación de Salamanca. Para llegar a La Barca se accede por el camino asfaltado VLV-424 y está a 4,6 km de Vilvestre.

## El merendero
El merendero se compone de mesas y bancos, unos de piedra y otros en madera, situados por los bancales. Además también hay barbacoas y fuentes de agua.

## El refugio
Se trata de un edificio construido en pizarra y madera, está situado en el centro del merendero. En su interior encontramos una chimenea, dos tarimas de madera para colocar los sacos de dormir y mesas y bancos también en madera. Tiene una capacidad de 12 plazas y se puede alquilar.

## El muelle de La Barca
Es un muelle fluvial situado en el término municipal de Vilvestre en la provincia de Salamanca. 
Se encuentra junto al río Duero en el Embalse de Saucelle, que en este tramo es la frontera natural entre España y Portugal, su ubicación en un recoveco que hace el río permite a los barcos una mayor maniobrabilidad por ser una zona más ancha, además de soportar menores corrientes que si estuviese en otras ubicaciones. El muelle tiene una longitud de 20m y una anchura de 2,5, pudiendo atracar en el buques de hasta 8 m de eslora y con un calado máximo de 1,7m.
Su construcción se realizó a finales de los años 90 como medio de revitalizar la deprimida economía de esta zona fronteriza, y así aprovechar, como se hace en Portugal, la navegabilidad del Duero para el tráfico de los barcos turísticos de la Sociedad Transfronteriza Congida - La Barca.